# Agrafie
Agrafia (din grecescul: a "fără" și graphein „a scrie") este o stare patologică caracterizată prin incapacitate de exprimare a gândurilor în scris, independentă de orice tulburare motorie, cu menținerea normala a forței și a coordonării mișcărilor mâinii, pierdere care survine la o persoană care mai înainte a scris normal.
Se datorează unor leziuni localizate în centrii nervoși superiori din scoarța cerebrală.
Agrafia se manifestă prin confuzii frecvente între grafemele și literele asemănătoare, inversiuni, adăugiri, substituiri de litere și grafeme, plasarea defectuoasă în spațiul paginii a grafemelor, lipsa de coerență logică a ideilor de scris.